# Da 5 Bloods
Da 5 Bloods (prt: Da 5 Bloods: Irmãos de Armas; bra: Destacamento Blood) é um filme de guerra de 2020 dirigido por Spike Lee e produzido por Jon Kilik, Beatriz Levin e Lloyd Levin. A trama conta a história de um grupo de veteranos da Guerra do Vietnã que retornam ao país em busca dos restos mortais do seu comandante e de um tesouro que enterraram enquanto serviam lá.
Originalmente escrito por Danny Bilson e Paul de Meo em 2013, o roteiro foi trabalhado novamente por Lee e Kevin Willmott após o lançamento de BlacKkKlansman em 2018. O elenco foi convocado em fevereiro de 2019 e as filmagens, no sudeste asiático, começaram um mês depois, durando até junho. Com um orçamento entre 30 e 40 milhões de dólares, é um dos filmes mais caros de Lee.
A Netflix lançou mundialmente Da 5 Bloods em 12 de junho de 2020. De acordo com o site Rotten Tomatoes, os críticos consideraram o filme "forte e ambicioso", e um dos filmes "mais urgentes e impactantes" de Spike Lee.
Foi o penúltimo filme da carreira de Chadwick Boseman.

## Elenco
- Delroy Lindo como Paul
- Jonathan Majors como David
- Clarke Peters como Otis
- Norm Lewis como Eddie
- Isiah Whitlock Jr. como Melvin
- Chadwick Boseman como Norman Earl "Stormin' Norman" Holloway
- Johnny Trí Nguyễn como Vinh
- Mélanie Thierry como Hedy Bouvier
- Paul Walter Hauser como Simon
- Jasper Pääkkönen como Seppo Havelin
- Jean Reno como Desroche
- Veronica Ngo como Hanoi Hannah
- Lê Y Lan como Tiên
- Nguyễn Ngọc Lâm como Quân
- Sandy Hương Phạm como Michon

## Produção
O filme era originalmente um roteiro especulativo escrito por Danny Bilson e Paul de Meo intitulado The Last Tour, com a direção de Oliver Stone. Após Stone abandonar o projeto em 2016, Spike Lee e Kevin Willmott reescreveram o roteiro após trabalharem juntos em BlacKkKlansman, de 2018, mudando o enredo para uma perspectiva afro-americana. Em janeiro de 2019 o filme foi oficialmente anunciado, com Samuel L. Jackson, Giancarlo Esposito e Don Cheadle cotados para os papéis principais. Em fevereiro de 2019, foi anunciado que a Netflix distribuiria o filme, já com Chadwick Boseman, Jean Reno e Delroy Lindo no elenco. Jonathan Majors negociou a sua entrada no filme no mesmo mês. Em março de 2019, Paul Walter Hauser, Clarke Peters, Isiah Whitlock Jr., Norm Lewis, Mélanie Thierry e Jasper Pääkkönen juntaram-se ao elenco. Giancarlo Esposito também havia sido confimado para o elenco, mas posteriormente deixou o filme.
As filmagens começaram em 23 de março de 2019. A produção durou três meses, com gravações principalmente em Ho Chi Minh, Banguecoque e Chiang Mai. Ao contrário de outros filmes, incluindo O Irlandês, da Netflix, Lee fez com que o elenco principal (a maioria tinha em torno de 60 anos) interpretasse suas versões mais jovens em sequências de flashbacks sem o uso de tecnologia de rejuvenescimento ou maquiagem. As cenas ambientadas na década de 1960 foram gravadas em 16 mm, escolha que Lee teve que convencer a Netflix a permitir. As cenas modernas foram gravadas digitalmente.

### Música
A trilha sonora de Da 5 Bloods foi escrita pelo compositor Terence Blanchard. Além da trilha original, o filme apresenta várias músicas do início dos anos 1970. O filme contém seis músicas do álbum de Marvin Gaye de 1971, What's Going On. "Esse disco foi lançado quando eu era jovem, mas eu consegui sentir o que estava acontecendo no país," disse Blanchard. "Quando o Spike coloca essas músicas em um filme, ele se torna extremamente poderoso, por muitas razões." Cada um dos cinco personagens principais possui o mesmo nome que os integrantes do grupo The Temptations e o seu produtor musical, Norman Whitfield. O álbum da trilha sonora do filme foi lançado pela Milan Records em 29 de maio de 2020.

## Lançamento
Da 5 Bloods foi lançado em 12 de junho de 2020 pela Netflix. Antes da pandemia de COVID-19, o filme estava programado para estrear no Festival de Cannes 2020, e depois estrear nos cinemas em maio ou junho antes de ser transmitido pela Netflix. Após o lançamento, foi o filme mais assistido em seu primeiro fim de semana.

## Recepção
No site de críticas Rotten Tomatoes, o filme possui uma aprovação de 92% baseado em 197 resenhas, com uma nota média de 7,95/10. No Metacritic, o filme possui uma pontuação média ponderada de 82/100, baseado em 45 críticas e indicando "aclamação universal".
Escrevendo para o Chicago Sun-Times, Richard Roeper deu nota 4/4 estrelas ao filme, dizendo "A imagem, o roteiro e o diretor Spike Lee merecem ser considerados para uma indicação, assim como a trilha sonora exuberante do colaborador de longa data de Lee, Terence Blanchard... Whitlock, Peters e Boseman também merecem ser citados como atores coadjuvantes, enquanto Delroy Lindo deve ser um candidato instantâneo a melhor ator." David Rooney do The Hollywood Reporter, disse que o filme é "tão oportuno quanto as notícias de hoje".
Eric Kohn do IndieWire deu ao filme uma nota "B" e escreveu: "Com um olhar frouxo e cáustico da Guerra do Vietnã através do prisma das experiências negras, Da 5 Bloods luta com o espectro do passado através das lentes de um presente muito confuso, e se instala em uma confusão fascinante, tão bagunçada e complicada quanto o mundo à época do seu lançamento".